# Chặng đua TT Assen
Chặng đua TT Hà Lan, tên chính thức là TT Assen là một chặng đua thuộc giải đua xe MotoGP được tổ chức hàng năm (tính đến năm 2024) ở trường đua TT Assen, Hà Lan.  Đây là chặng đua duy nhất của giải đua MotoGP hiện nay không được gọi là GP (viết tắt của từ Grand Prix) mà được gọi là TT (viết tắt của từ Tourist Trophy).
Từ năm 2021, chặng đua này bao gồm bốn thể thức là MotoGP, Moto2, Moto3 và MotoE.

## Lịch sử
Trước năm 1949 TT Asen là một giải đua độc lập. Từ năm 1949, giải đua được sáp nhập và trở thành một chặng đua của giải MotoGP vô địch thế giới. Từ đó đến nay thì TT Assen luôn được tổ chức hàng năm vào cuối tháng 6, trừ năm 2020 do đại dịch COVID-19. 
Tính đến năm 2024 thì TT Assen và chặng đua MotoGP Ý là 2 chặng đua được tổ chức nhiều lần nhất trong lịch sử (75 lần). Vì chặng đua MotoGP Ý từng được tổ chức ở nhiều trường đua khác nhau, nên nếu chỉ tính riêng trường đua, thì trường đua TT Assen chính là trường đua tổ chức nhiều chặng đua MotoGP nhất.
Năm 2009 trường đua TT Assen là nơi chứng kiến Valentino Rossi giành chiến thắng thứ 100 ở tất cả các thể thức, cũng là nơi Rossi giành chiến thắng cuối cùng trong sự nghiệp MotoGP vào năm 2017
Năm 2016 Jack Miller bất ngờ giành chiến thắng dưới cơn mưa. Đây là chiến thắng thể thức MotoGP đầu tiên trong sự nghiệp của Miller.
Năm 2020: Do ảnh hưởng của đại dịch covid-19, chặng đua không thể diễn ra. Đây là lần đầu tiên trong lịch sử, TT Hà Lan không được tổ chức.
Năm 2021: Tay đua chiến thắng là Fabio Quartararo của đội đua Yamaha.

## Kết quả theo năm
(Các chặng đua TT Hà Lan từ năm 1949 đến nay luôn được tổ chức ở trường đua TT Assen)
| Năm  | MotoE                       | MotoE                       | MotoE                       | MotoE                       | Moto3                       | Moto3                       | Moto2                       | Moto2                       | MotoGP                      | MotoGP                      | Chi tiết                    |
| Năm  | Race 1                      | Race 1                      | Race 2                      | Race 2                      | Moto3                       | Moto3                       | Moto2                       | Moto2                       | MotoGP                      | MotoGP                      | Chi tiết                    |
| Năm  | Tay đua                     | Xe                          | Tay đua                     | Xe                          | Tay đua                     | Xe                          | Tay đua                     | Xe                          | Tay đua                     | Xe                          | Chi tiết                    |
| ---- | --------------------------- | --------------------------- | --------------------------- | --------------------------- | --------------------------- | --------------------------- | --------------------------- | --------------------------- | --------------------------- | --------------------------- | --------------------------- |
| 2024 | Héctor Garzó                | Ducati                      | Matteo Alessandro Zaccone   | Ducati                      | Iván Ortolá                 | KTM                         | Ai Ogura                    | Boscoscuro                  | Francesco Bagnaia           | Ducati                      | Chi tiết                    |
| 2023 | Matteo Ferrari              | Ducati                      | Matteo Ferrari              | Ducati                      | Jaume Masià                 | Honda                       | Jake Dixon                  | Kalex                       | Francesco Bagnaia           | Ducati                      | Chi tiết                    |
| 2022 | Dominique Aegerter          | Energica                    | Eric Granado                | Energica                    | Ayumu Sasaki                | Husqvarna                   | Augusto Fernández           | Kalex                       | Francesco Bagnaia           | Ducati                      | Chi tiết                    |
| 2021 | Eric Granado                | Energica                    |                             |                             | Dennis Foggia               | Honda                       | Raúl Fernández              | Kalex                       | Fabio Quartararo            | Yamaha                      | Chi tiết                    |
| 2020 | Bị hủy vì đại dịch covid-19 | Bị hủy vì đại dịch covid-19 | Bị hủy vì đại dịch covid-19 | Bị hủy vì đại dịch covid-19 | Bị hủy vì đại dịch covid-19 | Bị hủy vì đại dịch covid-19 | Bị hủy vì đại dịch covid-19 | Bị hủy vì đại dịch covid-19 | Bị hủy vì đại dịch covid-19 | Bị hủy vì đại dịch covid-19 | Bị hủy vì đại dịch covid-19 |

| Năm  | Moto3             | Moto3    | Moto2               | Moto2    | MotoGP           | MotoGP | Chi tiết |
| Năm  | Tay đua           | Xe       | Tay đua             | Xe       | Tay đua          | Xe     | Chi tiết |
| ---- | ----------------- | -------- | ------------------- | -------- | ---------------- | ------ | -------- |
| 2019 | Tony Arbolino     | Honda    | Augusto Fernández   | Kalex    | Maverick Viñales | Yamaha | Report   |
| 2018 | Jorge Martín      | Honda    | Francesco Bagnaia   | Kalex    | Marc Márquez     | Honda  | Report   |
| 2017 | Arón Canet        | Honda    | Franco Morbidelli   | Kalex    | Valentino Rossi  | Yamaha | Report   |
| 2016 | Francesco Bagnaia | Mahindra | Takaaki Nakagami    | Kalex    | Jack Miller      | Honda  | Report   |
| 2015 | Miguel Oliveira   | KTM      | Johann Zarco        | Kalex    | Valentino Rossi  | Yamaha | Report   |
| 2014 | Álex Márquez      | Honda    | Anthony West        | Speed Up | Marc Márquez     | Honda  | Report   |
| 2013 | Luis Salom        | KTM      | Pol Espargaró       | Kalex    | Valentino Rossi  | Yamaha | Report   |
| 2012 | Maverick Viñales  | Honda    | Marc Márquez        | Suter    | Casey Stoner     | Honda  | Report   |
| Năm  | 125cc             | 125cc    | Moto2               | Moto2    | MotoGP           | MotoGP | Chi tiết |
| Năm  | Tay đua           | Xe       | Tay đua             | Xe       | Tay đua          | Xe     | Chi tiết |
| 2011 | Maverick Viñales  | Aprilia  | Marc Márquez        | Suter    | Ben Spies        | Yamaha | Report   |
| 2010 | Marc Márquez      | Derbi    | Andrea Iannone      | Speed Up | Jorge Lorenzo    | Yamaha | Report   |
| Năm  | 125cc             | 125cc    | 250cc               | 250cc    | MotoGP           | MotoGP | Chi tiết |
| Năm  | Tay đua           | Xe       | Tay đua             | Xe       | Tay đua          | Xe     | Chi tiết |
| 2009 | Sergio Gadea      | Aprilia  | Hiroshi Aoyama      | Honda    | Valentino Rossi  | Yamaha | Report   |
| 2008 | Gábor Talmácsi    | Aprilia  | Álvaro Bautista     | Aprilia  | Casey Stoner     | Ducati | Report   |
| 2007 | Mattia Pasini     | Aprilia  | Jorge Lorenzo       | Aprilia  | Valentino Rossi  | Yamaha | Report   |
| 2006 | Mika Kallio       | KTM      | Jorge Lorenzo       | Aprilia  | Nicky Hayden     | Honda  | Report   |
| 2005 | Gábor Talmácsi    | KTM      | Sebastián Porto     | Aprilia  | Valentino Rossi  | Yamaha | Report   |
| 2004 | Jorge Lorenzo     | Derbi    | Sebastián Porto     | Aprilia  | Valentino Rossi  | Yamaha | Report   |
| 2003 | Steve Jenkner     | Aprilia  | Anthony West        | Aprilia  | Sete Gibernau    | Honda  | Report   |
| 2002 | Daniel Pedrosa    | Honda    | Marco Melandri      | Aprilia  | Valentino Rossi  | Honda  | Report   |
| Năm  | 125cc             | 125cc    | 250cc               | 250cc    | 500cc            | 500cc  | Chi tiết |
| Năm  | Tay đua           | Xe       | Tay đua             | Xe       | Tay đua          | Xe     | Chi tiết |
| 2001 | Toni Elías        | Honda    | Jeremy McWilliams   | Aprilia  | Max Biaggi       | Yamaha | Report   |
| 2000 | Youichi Ui        | Derbi    | Tohru Ukawa         | Honda    | Alex Barros      | Honda  | Report   |
| 1999 | Masao Azuma       | Honda    | Loris Capirossi     | Honda    | Tadayuki Okada   | Honda  | Report   |
| 1998 | Marco Melandri    | Honda    | Valentino Rossi     | Aprilia  | Mick Doohan      | Honda  | Report   |
| 1997 | Valentino Rossi   | Aprilia  | Tetsuya Harada      | Aprilia  | Mick Doohan      | Honda  | Report   |
| 1996 | Emilio Alzamora   | Honda    | Ralf Waldmann       | Honda    | Mick Doohan      | Honda  | Report   |
| 1995 | Dirk Raudies      | Honda    | Max Biaggi          | Aprilia  | Mick Doohan      | Honda  | Report   |
| 1994 | Takeshi Tsujimura | Honda    | Max Biaggi          | Aprilia  | Mick Doohan      | Honda  | Report   |
| 1993 | Dirk Raudies      | Honda    | Loris Capirossi     | Honda    | Kevin Schwantz   | Suzuki | Report   |
| 1992 | Ezio Gianola      | Honda    | Pierfrancesco Chili | Aprilia  | Àlex Crivillé    | Honda  | Report   |
| 1991 | Ralf Waldmann     | Honda    | Pierfrancesco Chili | Aprilia  | Kevin Schwantz   | Suzuki | Report   |
| 1990 | Doriano Romboni   | Honda    | John Kocinski       | Yamaha   | Kevin Schwantz   | Suzuki | Report   |

| Năm  | 80cc              | 80cc    | 125cc              | 125cc   | 250cc           | 250cc  | 500cc         | 500cc  | Chi tiết |
| Năm  | Tay đua           | Xe      | Tay đua            | Xe      | Tay đua         | Xe     | Tay đua       | Xe     | Chi tiết |
| ---- | ----------------- | ------- | ------------------ | ------- | --------------- | ------ | ------------- | ------ | -------- |
| 1989 | Peter Öttl        | Krauser | Hans Spaan         | Honda   | Reinhold Roth   | Honda  | Wayne Rainey  | Yamaha | Report   |
| 1988 | Jorge Martínez    | Derbi   | Jorge Martínez     | Derbi   | Juan Garriga    | Yamaha | Wayne Gardner | Honda  | Report   |
| 1987 | Jorge Martínez    | Derbi   | Fausto Gresini     | Garelli | Anton Mang      | Honda  | Eddie Lawson  | Yamaha | Report   |
| 1986 | Jorge Martínez    | Derbi   | Luca Cadalora      | Garelli | Carlos Lavado   | Yamaha | Wayne Gardner | Honda  | Report   |
| 1985 | Gerd Kafka        | Casal   | Pier Paolo Bianchi | MBA     | Freddie Spencer | Honda  | Randy Mamola  | Honda  | Report   |
| 1984 | Jorge Martínez    | Derbi   | Ángel Nieto        | Garelli | Carlos Lavado   | Yamaha | Randy Mamola  | Honda  | Report   |
| Năm  | 50cc              | 50cc    | 125cc              | 125cc   | 250cc           | 250cc  | 500cc         | 500cc  | Chi tiết |
| Năm  | Tay đua           | Xe      | Tay đua            | Xe      | Tay đua         | Xe     | Tay đua       | Xe     | Chi tiết |
| 1983 | Eugenio Lazzarini | Garelli | Ángel Nieto        | Garelli | Carlos Lavado   | Yamaha | Kenny Roberts | Yamaha | Report   |

| Năm  | 50cc               | 50cc     | 125cc              | 125cc      | 250cc          | 250cc           | 350cc               | 350cc     | 500cc             | 500cc     | Chi tiết |
| Năm  | Tay đua            | Xe       | Tay đua            | Xe         | Tay đua        | Xe              | Tay đua             | e         | Tay đua           | Xe        | Chi tiết |
| ---- | ------------------ | -------- | ------------------ | ---------- | -------------- | --------------- | ------------------- | --------- | ----------------- | --------- | -------- |
| 1982 | Stefan Dörflinger  | Kreidler | Ángel Nieto        | Garelli    | Anton Mang     | Kawasaki        | Jean-François Baldé | Kawasaki  | Franco Uncini     | Suzuki    | Report   |
| 1981 | Ricardo Tormo      | Bultaco  | Ángel Nieto        | Minarelli  | Anton Mang     | Kawasaki        | Anton Mang          | Kawasaki  | Marco Lucchinelli | Suzuki    | Report   |
| 1980 | Ricardo Tormo      | Kreidler | Ángel Nieto        | Minarelli  | Carlos Lavado  | Yamaha          | Jon Ekerold         | Yamaha    | Jack Middelburg   | Yamaha    | Report   |
| 1979 | Eugenio Lazzarini  | Kreidler | Ángel Nieto        | Minarelli  | Graziano Rossi | Morbidelli      | Gregg Hansford      | Kawasaki  | Virginio Ferrari  | Suzuki    | Report   |
| 1978 | Eugenio Lazzarini  | MBA      | Eugenio Lazzarini  | MBA        | Kenny Roberts  | Yamaha          | Kork Ballington     | Kawasaki  | Johnny Cecotto    | Yamaha    | Report   |
| 1977 | Ángel Nieto        | Bultaco  | Ángel Nieto        | Bultaco    | Mick Grant     | Kawasaki        | Kork Ballington     | Yamaha    | Wil Hartog        | Suzuki    | Report   |
| 1976 | Ángel Nieto        | Bultaco  | Pier Paolo Bianchi | Morbidelli | Walter Villa   | Harley Davidson | Giacomo Agostini    | Yamaha    | Barry Sheene      | Suzuki    | Report   |
| 1975 | Ángel Nieto        | Kreidler | Pier Paolo Bianchi | Morbidelli | Walter Villa   | Harley Davidson | Dieter Braun        | Yamaha    | Barry Sheene      | Suzuki    | Report   |
| 1974 | Herbert Rittberger | Kreidler | Bruno Kneubühler   | Yamaha     | Walter Villa   | Harley Davidson | Giacomo Agostini    | Yamaha    | Giacomo Agostini  | Yamaha    | Report   |
| 1973 | Bruno Kneubühler   | Kreidler | Eugenio Lazzarini  | Maico      | Dieter Braun   | Yamaha          | Giacomo Agostini    | MV Agusta | Phil Read         | MV Agusta | Report   |
| 1972 | Ángel Nieto        | Derbi    | Ángel Nieto        | Derbi      | Rodney Gould   | Yamaha          | Giacomo Agostini    | MV Agusta | Giacomo Agostini  | MV Agusta | Report   |
| 1971 | Ángel Nieto        | Derbi    | Ángel Nieto        | Derbi      | Phil Read      | Yamaha          | Giacomo Agostini    | MV Agusta | Giacomo Agostini  | MV Agusta | Report   |
| 1970 | Ángel Nieto        | Derbi    | Dieter Braun       | Suzuki     | Rodney Gould   | Yamaha          | Giacomo Agostini    | MV Agusta | Giacomo Agostini  | MV Agusta | Report   |
| 1969 | Barry Smith        | Derbi    | Dave Simmonds      | Kawasaki   | Renzo Pasolini | Benelli         | Giacomo Agostini    | MV Agusta | Giacomo Agostini  | MV Agusta | Report   |
| 1968 | Paul Lodewijkx     | Jamathi  | Phil Read          | Yamaha     | Bill Ivy       | Yamaha          | Giacomo Agostini    | MV Agusta | Giacomo Agostini  | MV Agusta | Report   |
| 1967 | Yoshimi Katayama   | Suzuki   | Phil Read          | Honda      | Mike Hailwood  | Honda           | Mike Hailwood       | Honda     | Mike Hailwood     | Honda     | Report   |
| 1966 | Luigi Taveri       | Honda    | Bill Ivy           | Yamaha     | Mike Hailwood  | Honda           | Mike Hailwood       | Honda     | Jim Redman        | Honda     | Report   |
| 1965 | Ralph Bryans       | Honda    | Mike Duff          | Yamaha     | Phil Read      | Yamaha          | Jim Redman          | Honda     | Mike Hailwood     | MV Agusta | Report   |
| 1964 | Ralph Bryans       | Honda    | Jim Redman         | Honda      | Jim Redman     | Honda           | Jim Redman          | Honda     | Mike Hailwood     | MV Agusta | Report   |
| 1963 | Ernst Degner       | Suzuki   | Hugh Anderson      | Suzuki     | Jim Redman     | Honda           | Jim Redman          | Honda     | John Hartle       | Gilera    | Report   |
| 1962 | Ernst Degner       | Suzuki   | Luigi Taveri       | Honda      | Jim Redman     | Honda           | Jim Redman          | Honda     | Mike Hailwood     | MV Agusta | Report   |

| Năm  | 125cc             | 125cc     | 250cc             | 250cc      | 350cc             | 350cc      | 500cc           | 500cc     | Chi tiết |
| Năm  | Tay đua           | Xe        | Tay đua           | Xe         | Tay đua           | Xe         | Tay đua         | Xe        | Chi tiết |
| ---- | ----------------- | --------- | ----------------- | ---------- | ----------------- | ---------- | --------------- | --------- | -------- |
| 1961 | Tom Phillis       | Honda     | Mike Hailwood     | Honda      | Gary Hocking      | MV Agusta  | Gary Hocking    | MV Agusta | Report   |
| 1960 | Carlo Ubbiali     | MV Agusta | Carlo Ubbiali     | MV Agusta  | John Surtees      | MV Agusta  | Remo Venturi    | MV Agusta | Report   |
| 1959 | Carlo Ubbiali     | MV Agusta | Tarquinio Provini | MV Agusta  | Bob Brown         | Norton     | John Surtees    | MV Agusta | Report   |
| 1958 | Carlo Ubbiali     | MV Agusta | Tarquinio Provini | MV Agusta  | John Surtees      | MV Agusta  | John Surtees    | MV Agusta | Report   |
| 1957 | Tarquinio Provini | Mondial   | Tarquinio Provini | Mondial    | Keith Campbell    | Moto Guzzi | John Surtees    | MV Agusta | Report   |
| 1956 | Carlo Ubbiali     | MV Agusta | Carlo Ubbiali     | MV Agusta  | Bill Lomas        | Moto Guzzi | John Surtees    | MV Agusta | Report   |
| 1955 | Carlo Ubbiali     | MV Agusta | Luigi Taveri      | MV Agusta  | Ken Kavanagh      | Moto Guzzi | Geoff Duke      | Gilera    | Report   |
| 1954 | Rupert Hollaus    | NSU       | Werner Haas       | NSU        | Fergus Anderson   | Moto Guzzi | Geoff Duke      | Gilera    | Report   |
| 1953 | Werner Haas       | NSU       | Werner Haas       | NSU        | Enrico Lorenzetti | Moto Guzzi | Geoff Duke      | Gilera    | Report   |
| 1952 | Cecil Sandford    | MV Agusta | Enrico Lorenzetti | Moto Guzzi | Geoff Duke        | Norton     | Umberto Masetti | Gilera    | Report   |
| 1951 | Gianni Leoni      | Mondial   |                   |            | Bill Doran        | AJS        | Geoff Duke      | Norton    | Report   |
| 1950 | Bruno Ruffo       | Mondial   |                   |            | Bob Foster        | Velocette  | Umberto Masetti | Gilera    | Report   |
| 1949 | Nello Pagani      | Mondial   |                   |            | Freddie Frith     | Velocette  | Nello Pagani    | Gilera    | Report   |